# Constantin l'Africain
Pour les articles homonymes, voir L'Africain (homonymie).
Constantin l'Africain (né en 1020 à Carthage et mort en 1087 au Mont-Cassin) est un médecin originaire d'Afrique du Nord, devenu moine au monastère du Mont-Cassin.  La première partie de sa vie se déroule en Ifriqiya, actuelle Tunisie, et la seconde en Italie du Sud, où il écrit son œuvre. Il s'agit de traductions en latin des plus grandes œuvres de la médecine arabe de l'époque des IXe et Xe siècles.
Il inaugure ainsi la deuxième époque, la plus prestigieuse, de l'école de médecine de Salerne, et la première vague des traductions médicales arabes vers l'Occident.
Ses traductions se trouvent encore dans les grandes bibliothèques européennes : en Italie, en Allemagne, en France, en Belgique, en Angleterre, etc. Elles ont servi comme manuels scolaires d'enseignement médical au Moyen Âge et jusqu'au XVIIe siècle.

## Biographie
« La personnalité de Constantin l'Africain ne cesse d'intriguer les historiens. » Les biographes médiévaux lui prêtent des connaissances linguistiques et des voyages, pour la plupart légendaires. Les historiens du XIXe siècle ont cru retrouver la vérité. Ceux de la fin du XXe siècle, dans leurs mises au point, restent prudents et dubitatifs.

### Biographes médiévaux
Un des premiers chroniqueurs mentionnant la vie de Constantin l'Africain est Léon d'Ostie, moine du Mont-Cassin. Après lui et s'en inspirant fortement, Pierre le Diacre, du même monastère, dans son De viris illustribus (première moitié du XIIe siècle), mentionne Constantin l'Africain en ces termes : « Constantin l'Africain, moine du monastère du Mont-Cassin, formé à toutes les études philosophiques, professeur de l'Orient et de l'Occident, nouveau et éclatant Hippocrate, quitta Carthage, où il était né, pour Babylone, où il s'instruisit totalement en grammaire, dialectique, rhétorique, géométrie, arithmétique, mathématique, astronomie, nécromancie, musique et physique des Chaldéens, des Arabes, des Perses et des Sarrasins. De là, il se rendit en Inde et se consacra au savoir des Indiens. Ensuite, afin de parfaire sa connaissance de ces arts, il se rendit en Éthiopie, où il se pénétra là aussi des disciplines éthiopiennes. Une fois imprégné de ces sciences, il partit pour l'Égypte où il s'instruisit entièrement dans tous les arts égyptiens. Après avoir consacré de cette façon trente-neuf années à l'étude, il retourna en Afrique. Lorsque les habitants le virent ainsi rempli du savoir de tous les peuples, ils méditèrent de le tuer. Constantin l'apprit, sauta à bord d'un navire et arriva à Salerne où il vécut quelque temps dans la pauvreté. Finalement, il fut reconnu par le frère du roi des Babyloniens, qui lui aussi était arrivé jusque-là, et fut traité avec tous les honneurs à la cour du comte Robert. Constantin quitta pourtant cet endroit, gagna le monastère du Mont-Cassin où l'abbé Desiderius fut heureux de l'accueillir et où il se fit moine. Dans ce monastère, il traduisit un très grand nombre de textes de diverses langues, en particulier les suivants : Pantegni (qu'il a divisé en douze livres) où il exposa ce que le médecin doit savoir ; Practica (en douze livres), où il décrivit la façon dont le médecin doit entretenir la santé et soigner la maladie ; le Librum duodecim graduum ; Diaeta ciborum ; Librum febrium (traduit de l'arabe) ; De urina, De interioribus membris ; De coitu ; Viaticum […], Tegni ; Megategni ; Microtegni ; Antidotarium ; Disputationes Platonis et Hippocratis en sententiis ; De simplici medicamine ; De Gynaecia […] ; De pulsibus ; Prognostica ; De experimentis ; Glossae herbarum et specierum ; Chirurgia ; De medicamine oculorum[réf. nécessaire]. »

### Biographes duXIXesiècle
D'autres historiens, tels l'Italien Salvatore de Renzi (1800-1872) ou les Français Charles Daremberg, conservateur de la Bibliothèque nationale de Paris, et Lucien Leclerc (1816-1893), auteur du livre Histoire de la médecine arabe, se sont inspirés du récit de Pierre le Diacre. Moritz Steinschneider a écrit un livre consacré à Constantin, imprimé à Berlin en 1865.
L’orientaliste Karl Sudhoff a soutenu la thèse de l'origine berbère de Constantin et de sa religion musulmane quand il a découvert à l'abbaye de la Cava, dans le Sud de l’Italie, des documents nouveaux publiés dans la revue Arkioun en 1922. Selon lui, Constantin émigre une première fois en Italie en tant que commerçant (mercator) venant de Sicile, pour s'installer à Salerne en étant appelé Constantin Siculus. Atteint d’une maladie, il se réfugie auprès du frère du roi Gisulf II, pour constater l'inexpérience du médecin italien qui l'examine car il ne demande pas à voir son flacon d'urine. Il en déduit que la médecine en Italie se limitait à quelques connaissances pratiques simples. En apprenant qu'il n'y avait pas en Italie des ouvrages médicaux satisfaisants, Constantin, qui avait une culture générale étendue, a voulu accomplir une mission civilisatrice.
Il revient donc à Carthage alors qu’il était encore de confession musulmane, pour y pratiquer la médecine durant trois ans et rassembler plusieurs livres de médecine. Lors de son voyage de retour vers Salerne, les trois premières parties du Traité de la médecine de Ali ibn Abbas al-Majusi furent perdues au cours d'une tempête. En arrivant sain et sauf à Salerne, il se convertit au christianisme pour devenir moine au Mont-Cassin et traduire les ouvrages sauvegardés. Le récit de Sudhof s’achève sur cet évènement.

### Biographes modernes
Selon Danielle Jacquart, il semble raisonnable de retenir de ces données, pour la plupart légendaires, que Constantin est bien né en Afrique du Nord, peut-être à Carthage. « Il n'est pas sûr qu'il ait été d'origine musulmane : il parait plus probable qu'il faisait partie d'une des communautés chrétiennes encore présentes au Maghreb. Il arriva en Italie du Sud dans la seconde moitié du XIe siècle, pour des raisons qui nous échappent, et s'installa au monastère bénédictin du mont Cassin, où il devint moine ; il y traduisit, de l'arabe, un grand nombre de textes médicaux et mourut avant 1098. »
En 1076, il ne restait plus que deux évêques catholiques en Afrique, Cyriaque à Carthage et un autre à Hippone ; Constantin faisait probablement partie de la communauté chrétienne de Carthage qui disparaîtra au cours du XIIe siècle.

## Œuvres
À Salerne, il fut accueilli à bras ouverts par l'abbé Desiderius, un des hommes les plus instruits de son temps, qui devait devenir le pape Victor III. À cette époque, l'Italie du Sud connaissait des incursions des Arabes qui occupaient la Sicile, mais elle restait sous influence byzantine. Sous l'impulsion de Desiderius, une renaissance des lettres et des arts était en cours. Dans un contexte fortement hellénisant, Constantin passe les dernières années de sa vie à traduire en grec et en latin des textes médicaux arabes (d'auteurs musulmans ou non). Les premiers auteurs médicaux arabes furent des chrétiens nestoriens, le corpus de départ de l'enseignement médical dans le monde arabe étant celui de l'hellénisme.
Constantin a été longtemps considéré comme un scandaleux plagiaire, ou mêlant ses propres contributions au texte original. Par exemple, d'avoir traduit et signé de son nom l'ouvrage Le Viatique du voyageur d’Ibn Al Jazzār, en le reconnaissant cyniquement dans son introduction : « Si certains projettent de mordre dans ce livre ce qui est de moi, je les laisserais dormir dans leur imbécillité. J’ai pensé qu’il était de mon devoir de le signer, parce que les gens envient les autres pour leur travail et s’approprient en cachette tout livre étranger qui tombe entre leurs mains, je l’ai titré Zād Al Mussāfir viaticum vu son petit volume, qui fait qu’il n’encombre pas le bagage du voyageur ni ne fait obstacle à ses déplacements[réf. nécessaire]. »
Selon Boubaker Ben Yahia, qui a entrepris en 1953 une comparaison entre le Livre de la Mélancolie de Ishāq Ibn Imran et la traduction latine qu'en a faite Constantin, une étude sommaire « permet de constater que les deux ouvrages suivent le même plan, développent les mêmes idées et définissent d'une manière identique les mêmes concepts. […] Une étude comparative plus approfondie des deux ouvrages permet de constater que Constantin n'a pas été un traducteur fidèle » et « d'appuyer la thèse selon laquelle Constantin n'a jamais pratiqué la médecine ». « La première question qui s'est posée depuis qu'on a découvert que Le Pantegni n'est qu'une traduction du Kâmil as-Sinâ'a ou Maleki de Ali Ibn-Al-Abbâs, est celle qui consiste à se demander si Constantin a été seulement traducteur ou bien s'il a composé personnellement quelques-unes de ses œuvres. Je crois qu'on n'est pas loin du jour où l'on pourra affirmer que Constantin n'a écrit aucune œuvre personnelle. A-t-il cherché sciemment à taire le nom des auteurs arabes qu'il a traduits ? Je répondrai par l'affirmation parce que : non seulement il s'est attribué dans ses préfaces les ouvrages traduits, mais aussi il a supprimé toute référence se rapportant un auteur arabe et même, comme s'il voulait donner le change, il a mis en avant des noms de médecins grecs. »
Selon D. Jacquart, Constantin a su faire preuve d'une remarquable habileté : « Le maquillage grec qu'il imposa aux textes arabes et leur adaptation aux préoccupations intellectuelles des savants occidentaux permirent une assimilation sans heurts. » Ses traductions peuvent être classées en trois groupes.

### Textes de Kairouan
Il s'agit de textes provenant essentiellement de Kairouan au Xe siècle.
Le livre de la mélancolie d’Ishaq Ibn Imran, inspiré de Rufus d'Éphèse.
Le livre Zād Al Mussāfir (Le Viatique du voyageur) d'Ibn Al Jazzar. Il s'agit d'une sorte de mémento ou manuel portable présentant différentes maladies suivant leurs causes, leurs signes et leurs traitements. Il sera très utilisé dans la pratique quotidienne des médecins médiévaux. Un chapitre du Viatique est consacré à la maladie d'amour (amor ereos), décrite dans l'Antiquité, état de langueur physique et de mélancolie par espoir (ou désespoir) amoureux, qui fait son entrée occidentale en médecine, puis en poésie. Ce chapitre se diffuse isolément, l'amor ereos devenant l'amour héroïque lorsque la maladie affecte les seigneurs, sous la double influence de la découverte d'Ovide (les Héroïdes) et du thème de l'amour courtois.
Les livres sur la diététique (Dietæ universalis), sur l'urine (De urina), sur les fièvres (De febribus) d’Ishāq Ibn Suleymān (plus connu sous le nom d'Isaac Israeli). Il existe une brève notice biographique de Constantin, De Constantino, insérée par le maître salernitain Matthæus Ferrarius dans son commentaire sur le Dietæ universalis.
Un traité sur les degrés des médicaments, ou les quatre niveaux d'intensité des qualités premières (chaud, froid, sec, humide) par lesquels on pouvait caractériser chaque médicament, le De gradibus,.
Ces ouvrages clarifient, organisent et augmentent le savoir occidental, dans les domaines du diagnostic et de la prescription des médicaments.

### Ysagoge
Il s'agit d'une version abrégée des Questions sur la médecine de Hunayn ibn Ishaq (Johannitius), elle-même version arabe de textes de présentation du galénisme par des auteurs grecs d'Alexandrie des Ve et VIe siècles. Ce texte servira à l'initiation des étudiants en médecine jusqu'à la fin du Moyen Âge.

### Pantegni
Son travail le plus connu est Liber Pantegni (ou Tout l'Art), dédié à Desiderius, qui est en fait une traduction du Kitab al-Maliki ou Livre de l'art médical d’Ali ibn Abbas al-Majusi (Haly Abbas), dont le titre se traduit littéralement par Livre royal. L'œuvre originale arabe visait à rassembler toutes les connaissances médicales nécessaires au médecin en un seul livre, en intégrant notamment les œuvres de Abu Bakr Al Rāzi (Rhazès).
Constantin distingue trois catégories de lecteurs : ceux qui s'intéressent à la médecine pour leur culture générale, ceux qui veulent la pratiquer, ceux qui visent les deux buts à la fois. Dès le début du XIIe siècle, le Pantegni est lu et utilisé par des non-médecins, notamment les philosophes de la nature et les théologiens. Il demeure la référence médicale principale en Occident, jusqu'à l'arrivée du Qanûn d'Avicenne.
Selon D. Jacquart, le Pantegni « apportait des informations en matière d'anatomie, science pauvrement représentée au haut Moyen Âge ». La deuxième partie du Pantegni comporte des textes chirurgicaux, inspirés de Paul d'Égine ; ainsi, « grâce aux traductions de Constantin, la tradition chirurgicale grecque entre dans la tradition latine médiévale ». Toutefois cette chirurgie n'a pas d'impact immédiat, contrairement aux textes médicaux, son influence ne sera perceptible que vers le XIIIe siècle.
Avec Constantin commence la deuxième époque de l'école de médecine de Salerne, particulièrement notable pour sa traduction de tous les grands écrits médicaux, grecs aussi bien qu'arabes, et pour des travaux originaux importants. Beaucoup des professeurs célèbres du XIIe siècle à Salerne étaient fiers de proclamer que Constantin avait été leur maître. Parmi les nombreuses éditions de ses travaux, la plus importante est celle de Bâle (in fol., 1536).

### Œuvres
- Constantini Africani Opera omnia, Bâle, 1536.
- Pantechni decem libri theorices et decem practices, Lyon, 1515. Pantegni, traduction du Livre royal (Kitab al-Maliki) d'Ali ibn Abbas al-Majusi (mort en 982-994).

### Études
- Danielle Jacquart et Françoise Micheau, La Médecine arabe et l'Occident médiéval, Maisonneuve et Larose, 1990, p. 96-129.
- Ahmed Ben Miled, Ibn Al Jazzar, Constantin l'Africain, éd. Salammbô, Tunis, 1987.
- (en) Catholic Encyclopedia à l'article Constantine Afer.
- (de) Heinrich Schipperges, « Constantinus Africanus », dans Biographisch-Bibliographisches Kirchenlexikon (BBKL), vol. 16, Herzberg, 1999 (ISBN 3-88309-079-4, lire en ligne), colonnes 323-325.
- Boubaker Ben Yahia, « Les origines arabes du De melancholia de Constantin l'Africain », Revue d’histoire des sciences et de leurs applications, t. 7, no 2,‎ avril-juin 1954, p. 156-162 (lire en ligne, consulté le 8 juillet 2021).
- Boubaker Ben Yahia, « Constantin l'Africain et l'École de Salerne », Les Cahiers de Tunisie, Tunis, no 3,‎ 1955, p. 45-49.